# Elizabeth Gracen
Elizabeth Gracen (née Elizabeth Ward, le 3 avril 1961 à Booneville en Arkansas, aux États-Unis) est une actrice américaine.

## Biographie
Élue Miss America en 1982, elle prend par la suite des cours de comédie et de photographie, avant de débuter une carrière d'actrice.
Elle est surtout connue pour son interprétation d'Amanda dans la série télévisée Highlander.
Elle fut l'héroïne de la série dérivée : L'Immortelle.
Parallèlement, elle a réalisé plusieurs courts-métrages. En 2016, elle signe un documentaire, The Damn Real, traitant de l'homosexualité aux États-Unis. 
Elle a été mariée avec l'acteur Brendan Hughes de 1989 à 1994.

## Liaison revendiquée avec Bill Clinton
En 1992, couraient des rumeurs selon lesquelles Gracen aurait eu une liaison avec le gouverneur de l'Arkansas Bill Clinton. Gracen a d'abord rejeté cette affirmation ; cependant, au printemps 1998, Gracen est revenue sur son démenti datant alors de six ans et a déclaré avoir eu une aventure d'un soir avec Clinton en 1982.[réf. nécessaire]

## Filmographie

### Cinéma
- 1987 : Three for the Road. Nadine
- 1988 : Pass the Ammo. Christie Lynn
- 1989 : Sundown. Alice
- 1990 : Lisa. Mary
- 1990 : Désigné pour mourir. Mélissa
- 1991 : Lower Level. Hillary White
- 1994 : Final Mission. Caitlin Cole
- 1994 : Discretion Assured. Miranda
- 1995 : The Expert : Liz Pierce
- 1996 : Kounterfait : Bridgette
- 2012 : War of the Worlds. Jennifer Carter
- 2013 : Coherence : Beth

### Télévision
- 1989 : Nightmare Classics série télévisée, (épisode The Strange Case of Dr. Jekyll and Mr. Hyde)
- 1990 : La Mort de l'incroyable Hulk, Téléfilm concluant la série télévisée  : Yasmine
- 1990 : Matlock, série télévisée (1 épisode) : Janie Ladd
- 1990 : Flash, série télévisée, (saison 1 episode 4) : Célia Wayne
- 1990 : 83 Hours 'Til Dawn (Téléfilm)  : Maria Ranfield
- 1991 : La loi est la loi, série télévisée (1 épisode) : Carol Delaney
- 1992 : Les Routes de la liberté (The Sands of Time) (Téléfilm)
- 1993 : Time Trax (en), série télévisée (1 épisode) : Sydney
- 1993- 1998 : Highlander, série télévisée, saison 1-6 (20 épisodes) : Amanda Darieux
- 1994 : Dans l'œil de l'espion, série télévisée (1 épisode) : Tracy Burrell
- 1994 : Le Rebelle, série télévisée (2 épisodes) : Rikki Yeager
- 1995 : Arabesque, série télévisée (1 épisode) : Sydney Pembrook
- 1995 : Extrême, série télévisée (6 épisodes) : Callie Manners
- 1998- 1999 : L'Immortelle, série télévisée, saison 1 (22 épisodes) : Amanda Darieux
- 2001 : Tessa à la pointe de l'épée, série télévisée (1 épisode) : Carlotta
- 2001 : La Vie avant tout, série télévisée (1 épisode) : Serena Mason
- 2002 : Charmed, série télévisée (1 épisode) : la Reine des Vampires
- 2002 : Interceptor Force 2 (Téléfilm) : Adriana Sikes
- 2014-2016 : Suspense, série télévisée (11 épisodes) : Divers rôles

### Réalisatrice
- 2011 : In Between (court-métrage)
- 2012 : The Perfection of Anna (court-métrage)
- 2015 : Mary Anne (court-métrage)
- 2016 : The Damn Real (documentaire)